# Rignano sull’Arno
Rignano sull’Arno – miejscowość i gmina we Włoszech, w regionie Toskania, w prowincji Florencja.
Według danych na rok 2004 gminę zamieszkuje 7526 osób, 139,4 os./km².
W miasteczku w dniu 3 sierpnia 1944 r. żołnierze niemieccy zamordowali bez sądu żonę i dwie córki Roberta Einsteina (kuzyna Alberta Einsteina .